# W. Lindbergs Varvs- och Verkstads AB

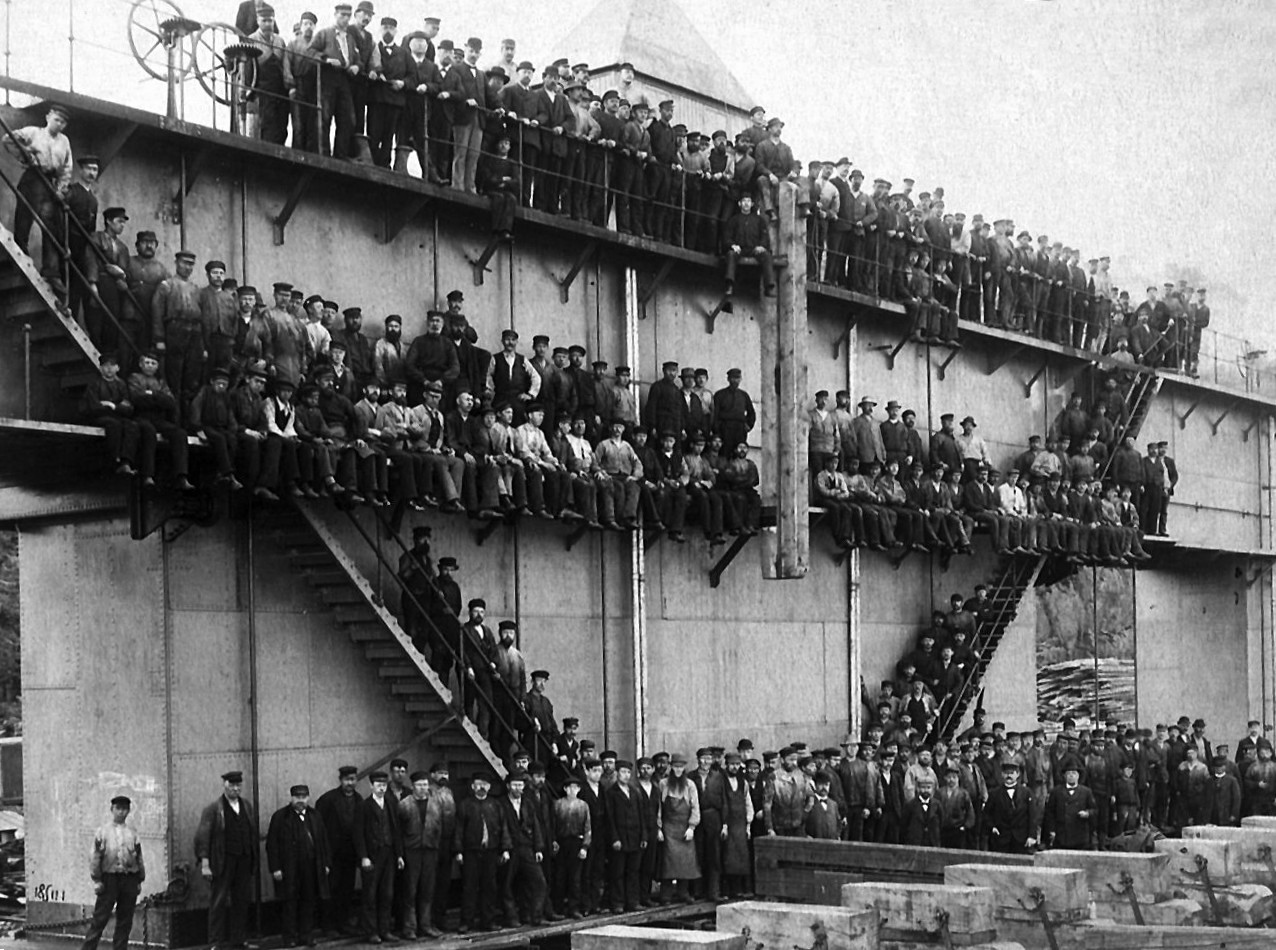
Varvsarbetarna samlade i dockan 1885

W. Lindbergs Varvs- och Verkstads AB, Södra varvet eller Stockholms stora skeppsvarv  var ett skeppsvarv vid Tegelviken på Södermalm i Stockholm. 

## Södra varvet

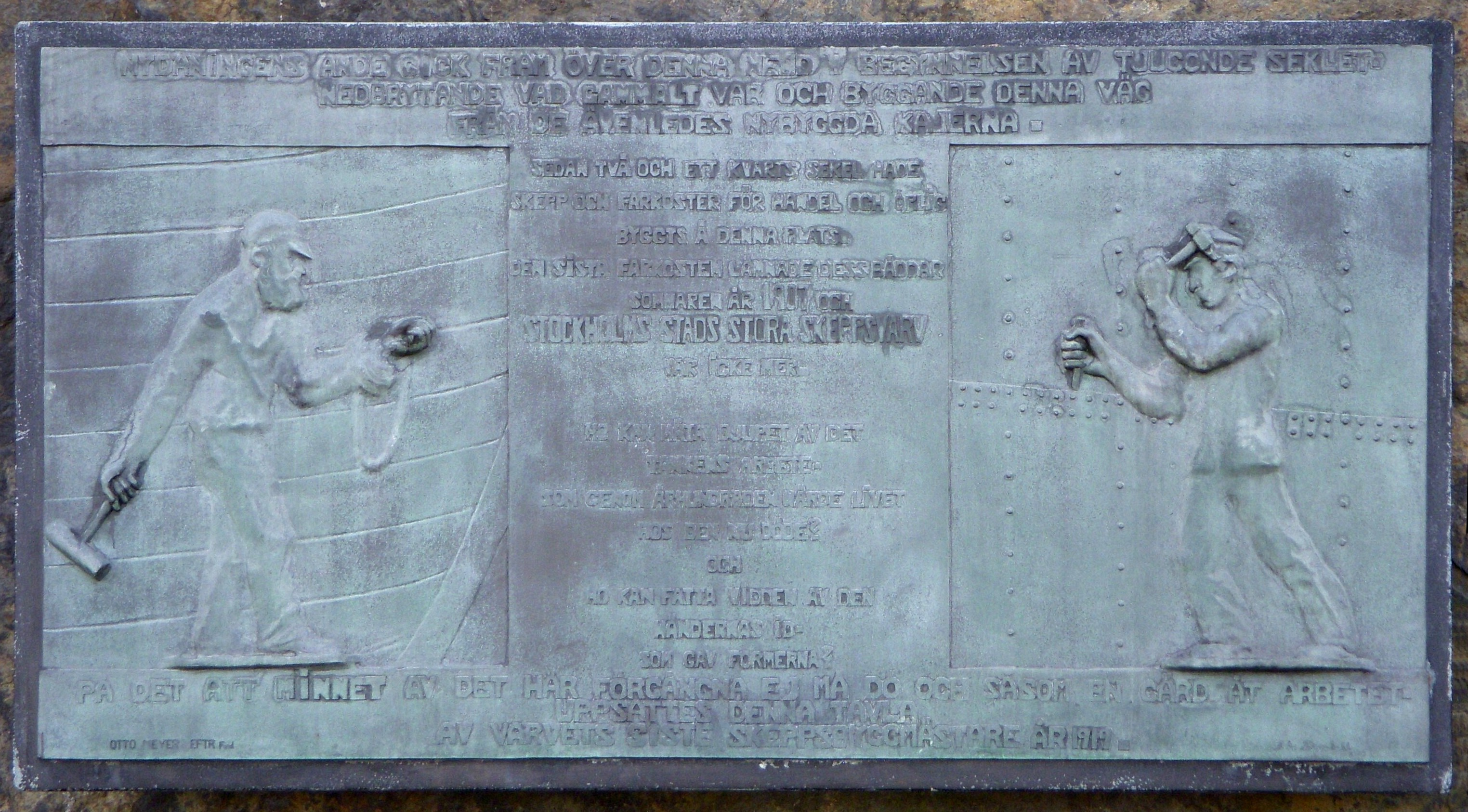
Minnestavlan från 1919 vid Londonviadukten

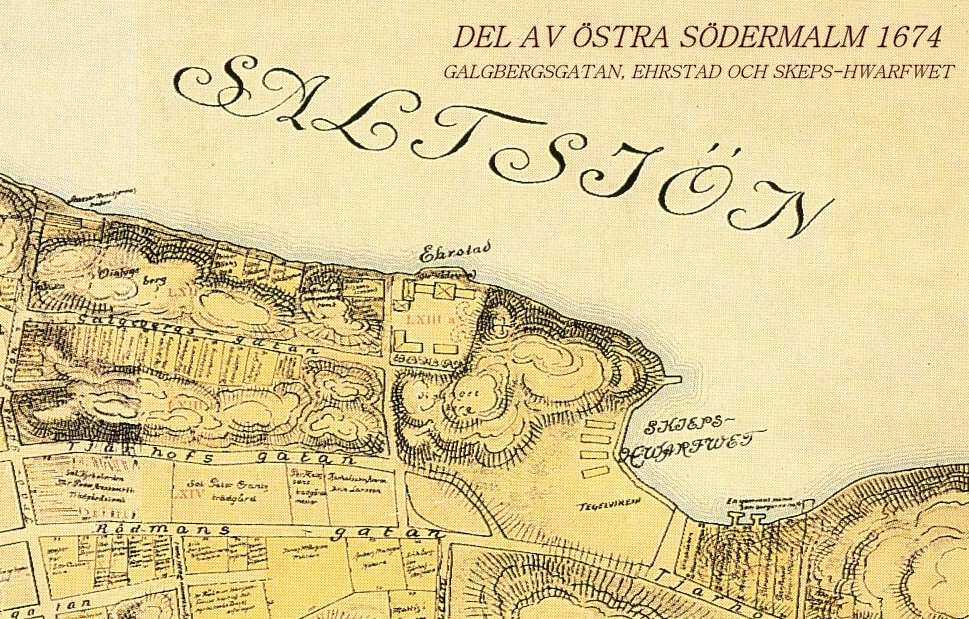
Del av "Karta öfver S:ta Catharina församling år 1674" enligt Holms tomtbok med 'Skjepshwarfwet'"

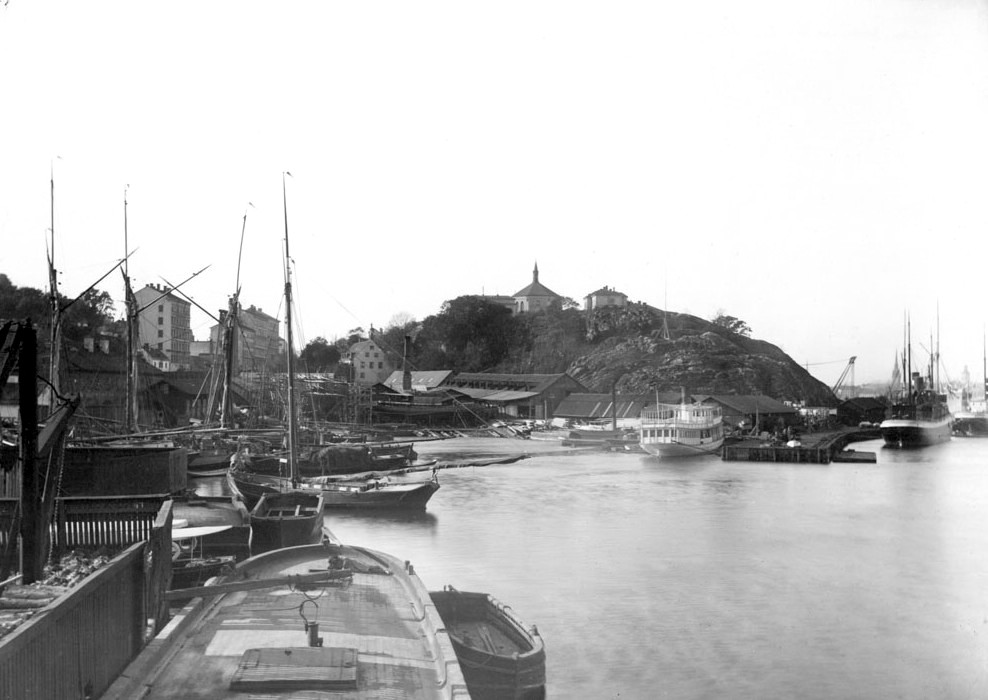
Varvet i Tegelviken, vy mot väst; Ersta kyrka på höjden i bakgrunden, 1880

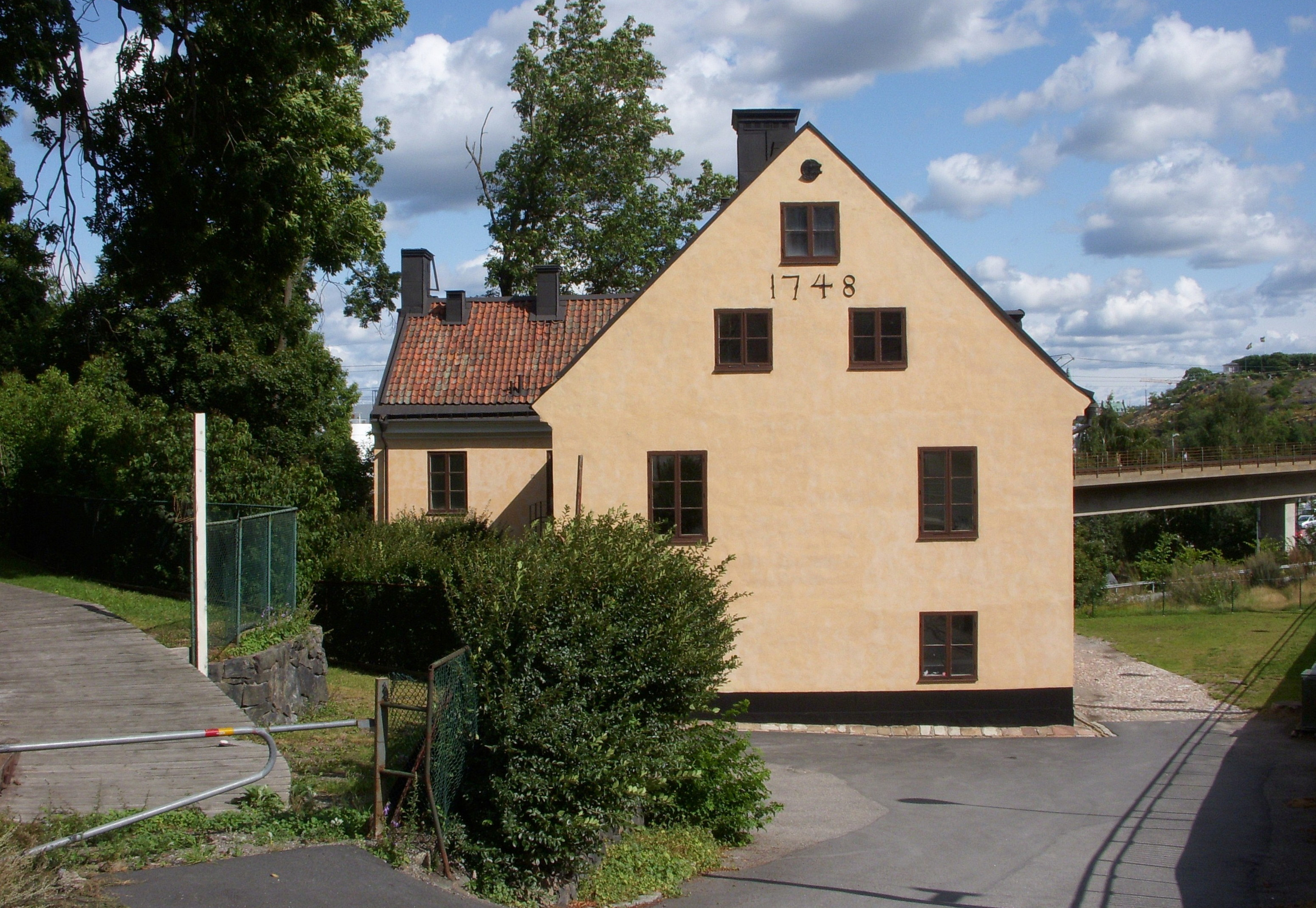
Skeppsbyggmästarbostället.

Varvet grundades 1687 och kallas även för Stockholms största varv på 1700-talet. Det låg vid nuvarande Tegelvikshamnen, numera terminal för Viking Lines finlandsfärjor. Det hade sin verksamhet här under varierande former i mer än 200 år. På platsen låg på 1500-talet ett tegelbruk. Efter tegelbruket fanns här ett tjärhov, där stadens tjärbrännare höll till. År 1687 flyttades den farliga verksamheten efter en brand tvärs över Saltsjön till Beckholmen och istället uppstod här ett varv. 
Varvstomten var en delvis utfylld del av en vik i Saltsjön. Längst ner vid viken låg stapelbäddarna. Mot Erstaberget (Erstagatan) fanns två bodlängor med materialskjul, plankbodar, mallbod och tackelbod, vidare en klockstapel med vällingklocka och en smedja. Den öppna platsen mellan bodlängorna fylldes under 1800-talets lopp med nya bodar och skjul. Nedanför nuvarande Varvsbranten ligger fortfarande ett ockrafärgat hus med årtalet 1748 på fasaden. Där bodde skeppsbyggmästaren för Södra varvet, varför byggnaden idag kallas Skeppsbyggmästarbostället (adress Folkungagatan 147). Huset ritades troligen av Stockholms stadsarkitekt Johan Eberhard Carlberg.

## W. Lindbergs

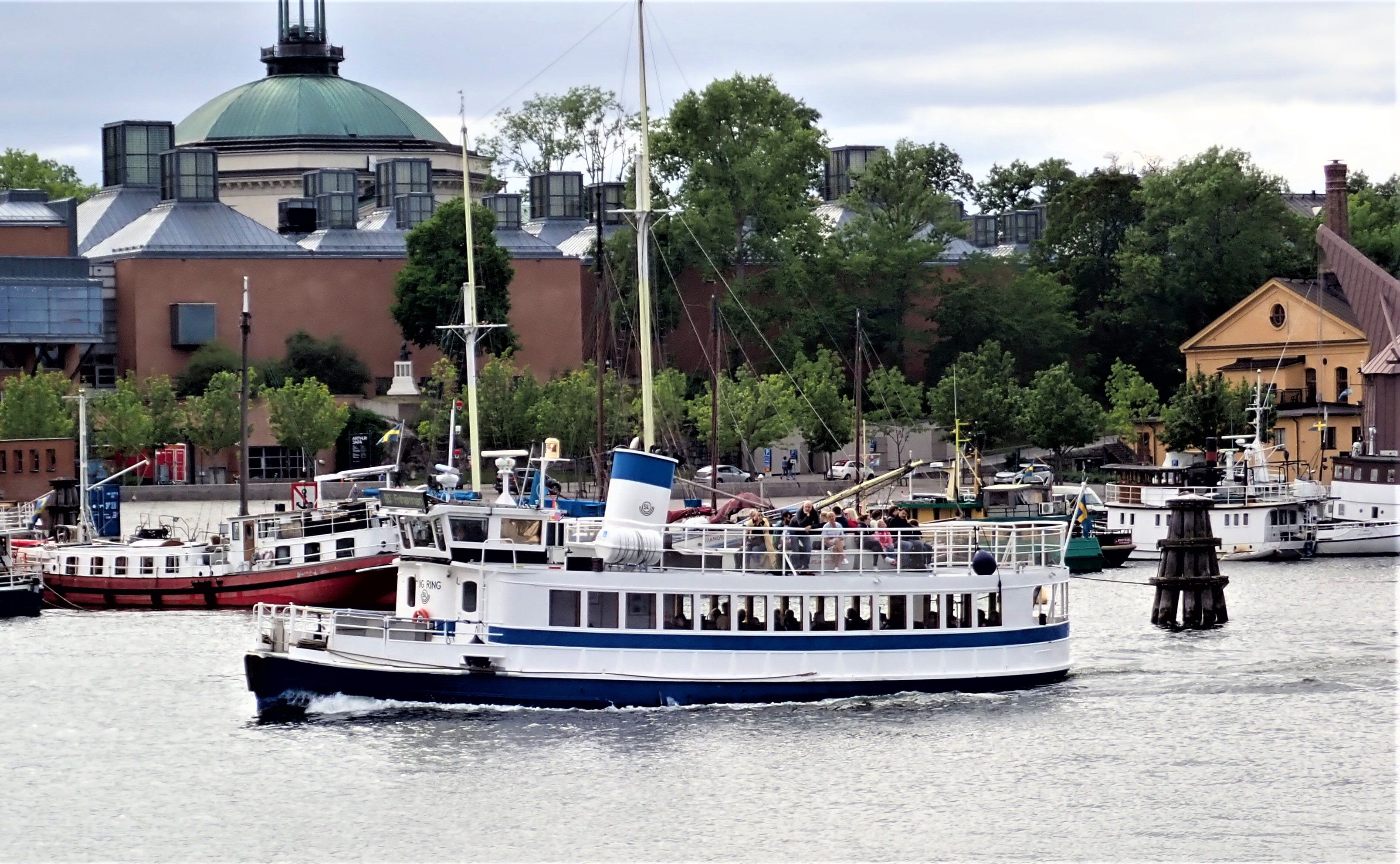
M/S Kung Ring från 1902.

Varvsverksamheten upplevde en storhetstid under 1800-talet under ledning av William Lindbergs tid som verkstads- och varvschef 1844-77. Det senare året ombildades verksamheten till ett aktiebolag, W. Lindbergs Varvs- och Verkstads AB med Lindberg som huvudägare. Denne ägde sedan tidigare en mekanisk verkstad som låg i anslutning till varvet. Produktionen i det sammanslagna företaget specialiserades till fartygsbyggen, ångmaskiner, ångpannor med mera. Under senare delen av 1890-talet var verksamheten vid W. Lindbergs som störst och företaget hörde då till de sex största verkstadsföretagen i Stockholm.
Då Stadsgårdshamnen behövde utvidgas kunde verksamheten inte längre bedrivas. Den 16 januari  1907 skedde den sista stapellöpningen med fartyget Lidingöfärjan 1. och i augusti 1910 invigdes den nya Stadsgårdshamnen och dess uppfartsväg till Folkungagatan. Flytdockan såldes till Finnboda Varv. Varvsverksamheten upphörde helt 1930.  Den sista båten från W Lindbergs, som ännu är i trafik är S/S Mariefred, som sjösattes 1903.
Kvartersnamnen längs Åsögatan faller under kategorin fyr- och lotsväsendet som Lotsen, Flaggan, Masten och Signalen. Kategorin påminner om att här uppe bodde tidigare sjömän och varvsarbetare från det närbelägna Södra varvet vid Tegelviken. Här har även gatunamn döpts i samma kategori (Lotsgatan, Skeppargatan). 
Vid Londonviadukten finns en minnestavla som påminner om varvet. Tavlan visar två varvsarbetare från olika sekel och är skapad av skulptören Fredrik Frisendahl, tillverkad hos Meyers konstgjuteri och uppsatt 1919. Texten lyder:
| ” | Nydaningens ande gick fram över denna nejd i begynnelsen av tjugonde seklet nedbrytande vad gammalt var och byggande denna väg från de ävenledes nybyggda kajerna. Sedan två och ett kvarts sekel hade skepp och farkoster för handel och örlig byggts på denna plats. Den sista farkosten lämnade dess bäddar sommaren år 1907 och Stockholms Stora Skeppsvarv var icke mer. Ho kan mäta djupet av det tankens arbete, som genom århundraden närde livet hos den nu döde och ho kan fatta vidden av den händernas id, som gav formerna? På det att minnet av det här förgångna ej må dö och såsom en gärd åt arbetet uppsattes denna tavla av varvets siste skeppsbyggmästare år 1919. | „ |

## Byggda fartyg i urval
- 1821 Yngve Frey
- 1853-54 Hjulångaren Götha (varvets första stålbåt)
- 1861 Dellen
- 1862 Ångslupen Tomten
- 1863 Domnarfvet
- 1868 Siljan
- 1870 Postiljonen
- 1873 Alma af Stafre
- 1874 S/S Stockholms Ström 2, passagerarfärja
- 1874 S/S Sirius, senare D/S Kong Halfdan
- 1875 S/S Primus, varvsnummer 106
- 1875 S/S Svaningen, varvsnummer 108
- 1876 M/S Gustaf Wasa
- 1876 Hebe
- 1881 Göran, varpbåt
- 1881 S/S Kirvesniemi, ångslup
- 1884 Ferm, bogserbåt
- 1890 S/S Phoenix, ursprungligen flodspruta, numera passagerarfartyget M/S Kind
- 1893 S/S Saltsjöbaden 1, passagerarfärja
- 1893 S/S Saltsjöbaden 2, passagerarfärja
- 1894 Stockholms ström 2, senare Saltsjöbaden 3, passagerarfärja
- 1894 Fyrskeppet Svinbådan
- 1896 Bogserångfartyget Carl, konstruktör Ernst Hernberg[5]
- 1897 Frithiof
- 1897 S/S Djurgården 1, passagerarfärja
- 1897 S/S Djurgården 2, passagerarfärja
- 1899 S/S Norrtelje, konstruktör: Ernst Hernberg
- 1899 S/S Hansa, varvsnummer 233
- 1898 S/S Kimito, senare S/S Sunnan, passagerarfartyg
- 1900 S/S Express
- 1901 S/S Tärnan av Waxholm
- 1901 S/S Djurgården 5, passagerarfärja
- 1902 Ånglustyachten Arla, konstruktör: Ernst Hernberg[6]
- 1902 M/S Kung Ring, passagerarfartyg
- 1903 S/S Mariefred, konstruktör: Ernst Hernberg
- 1903 S/S Linköping, frakt- och passagerarfartyg, varvsnummer 247, för Linköpings Nya Rederi AB, Linköping
- 1904 Ånglustyachten Arona, konstruktör: Ernst Hernberg
- 1904 S/S Primula
- 1905 S/S Tor III, passagerarfartyg
- 1905 S/S Lidingö I
- 1915 M/S Hugin, passagerarfartyg
- 1916 S/Y Lilian II, motoryacht, konstruerad av C.G. Pettersson

## Verkställande direktörer
- 1852-77 William Lindberg
- 1877–86 Richard Telander (ansvarig för ångmaskinkonstruktion från 1852)
- 1886–94 George Lindberg
- 1894–1919 Anders Fredrik Wiking

## Skeppsbyggnadsmästare och fartygskonstruktörer
- 1852-53 Johannes Weilbach
- 1853-86 Kai Agerskov
- början av 1900-talet Ernst Hernberg